# 798 Art Zone

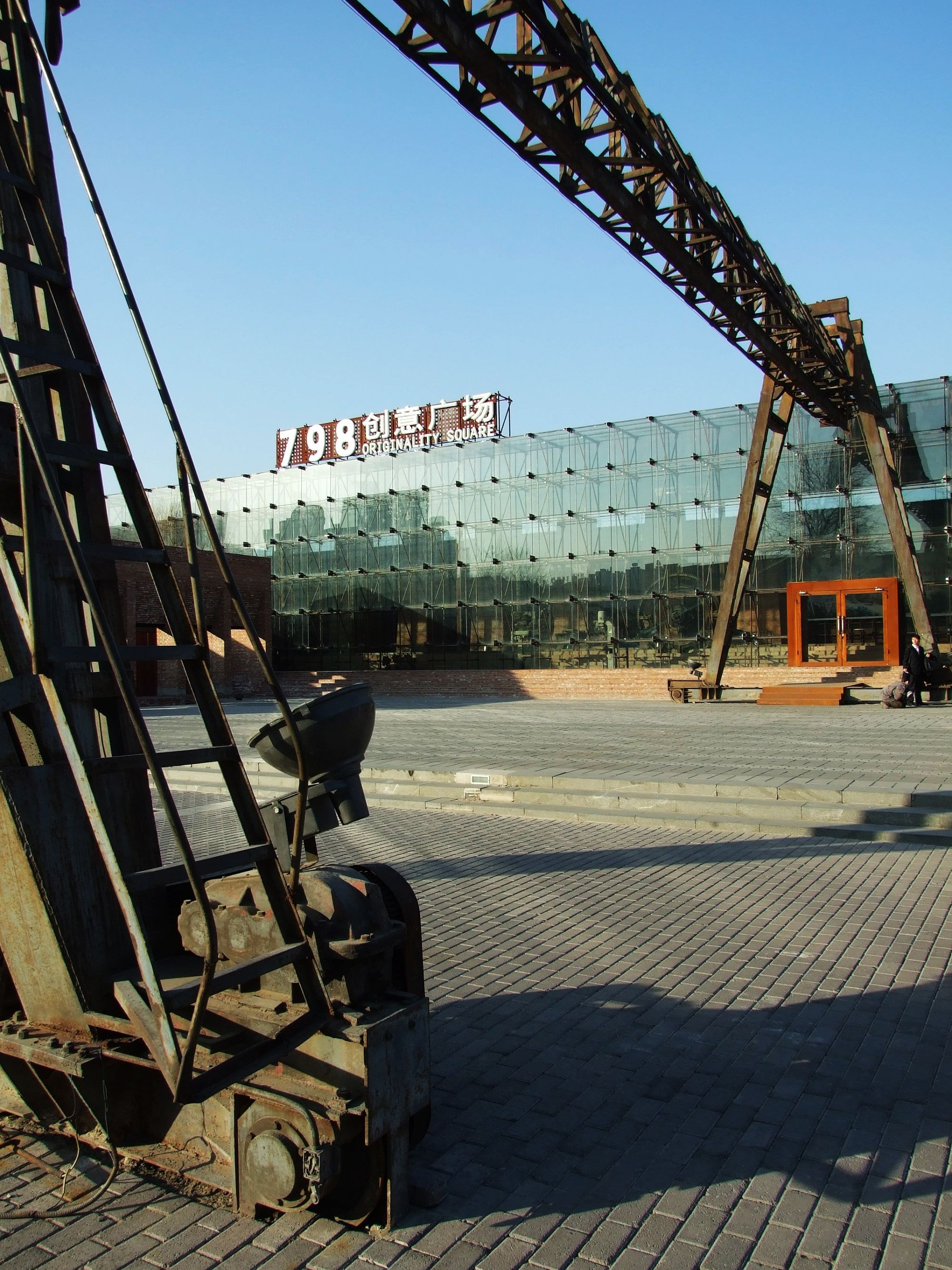
Площадь в районе Зоны искусств 798

798 Art Zone, Зона искусств 798 (кит. упр. 798艺术区) — арт-зона в северо-восточной части Пекина на территории полузаброшенного завода.

## Расположение
Находится в северной части района Чаоян к юго-востоку от эстакады Дашаньцзе.

## История
798 Art Zone находится на территории построенного во второй половине 50-х гг. XX века завода, занимавшегося производством электронного оборудования. Завод был построен в качестве дополнения к «Плану социалистической унификации» советско-китайского военно-промышленного сотрудничества, в рамках которого во время первой китайской пятилетки было построено 156 смежных военных заводов для обеспечения Народно-Освободительной Армии Китая военной техникой. Однако только два из 156 заводов занимались производством электронных компонентов, и производимой ими продукции было недостаточно. Советские специалисты, не желая брать на себя ответственность за проектирование нового завода в сжатые сроки, посоветовали китайским властям обратиться за помощью к Германской Демократической Республике, являвшейся важным поставщиком электронных компонентов для советской военной промышленности.
В 1951 году по распоряжению первого премьера Госсовета КНР Чжоу Эньлая, Китайская Народная Республика направила первую в своей истории торговую делегацию в Восточную Германию с целью посещения промышленных предприятий и подготовки к подписанию соглашения о строительстве. В начале 1952 г решение о строительстве завода было принято, и группа китайских специалистов была отправлена в Восточный Берлин для разработки плана строительства. Данный проект, ставший крупнейшим экономическим проектом ГДР в Китае, впоследствии получил неофициальное название «Проект 157». Согласно китайским государственным стандартам, по которым обозначение военных предприятий начиналось с цифры 7, завод получил официальное наименование Смежный завод № 718. Проектирование и строительство завода велось силами советских, немецких и китайских специалистов. Техническое оснащение завода производилось в основном немецким и советским промышленным оборудованием. Стоимость завода, оплачивавшаяся исключительно китайской стороной, была, по тем временам, необычайно велика: 9 млн рублей, что соответствует 140 млн юаней (более 20 млн долларов) по нынешнему курсу. Строительство началось в апреле 1954 года. В 1957 году завод выпустил первую продукцию. Через 10 лет, в 1967 году, в целях упрощения управления, завод был преобразован в производственный комплекс, разделённый на несколько смежных предприятий: 706, 707, 751, 761, 797 и 798, крупнейшим из которых стал завод № 798.
В 80-е годы, в связи с рыночными реформами Дэн Сяопина, заводы лишились господдержки, и вступили в полосу экономических трудностей. С 1984 по 1993 год количество их сотрудников сократилось на 60 %, а производство было в значительной степени свёрнуто ввиду убыточности. В 2000 году заводы были преобразованы в «Seven-Star Huadian Science and Technology Group», основной сферой деятельности которой стала передача в аренду освободившихся промышленных площадей. Тем временем сообщество пекинских деятелей современной искусства пребывало в поисках своего местообитания. С 1984 по 1993 годы студии художников располагались в предназначенных к сносу домах вблизи Старого Летнего Дворца, затем, после выселения, художники перебрались на восточную окраину Пекина, в пригород, находящийся более чем в часе езды от центра.

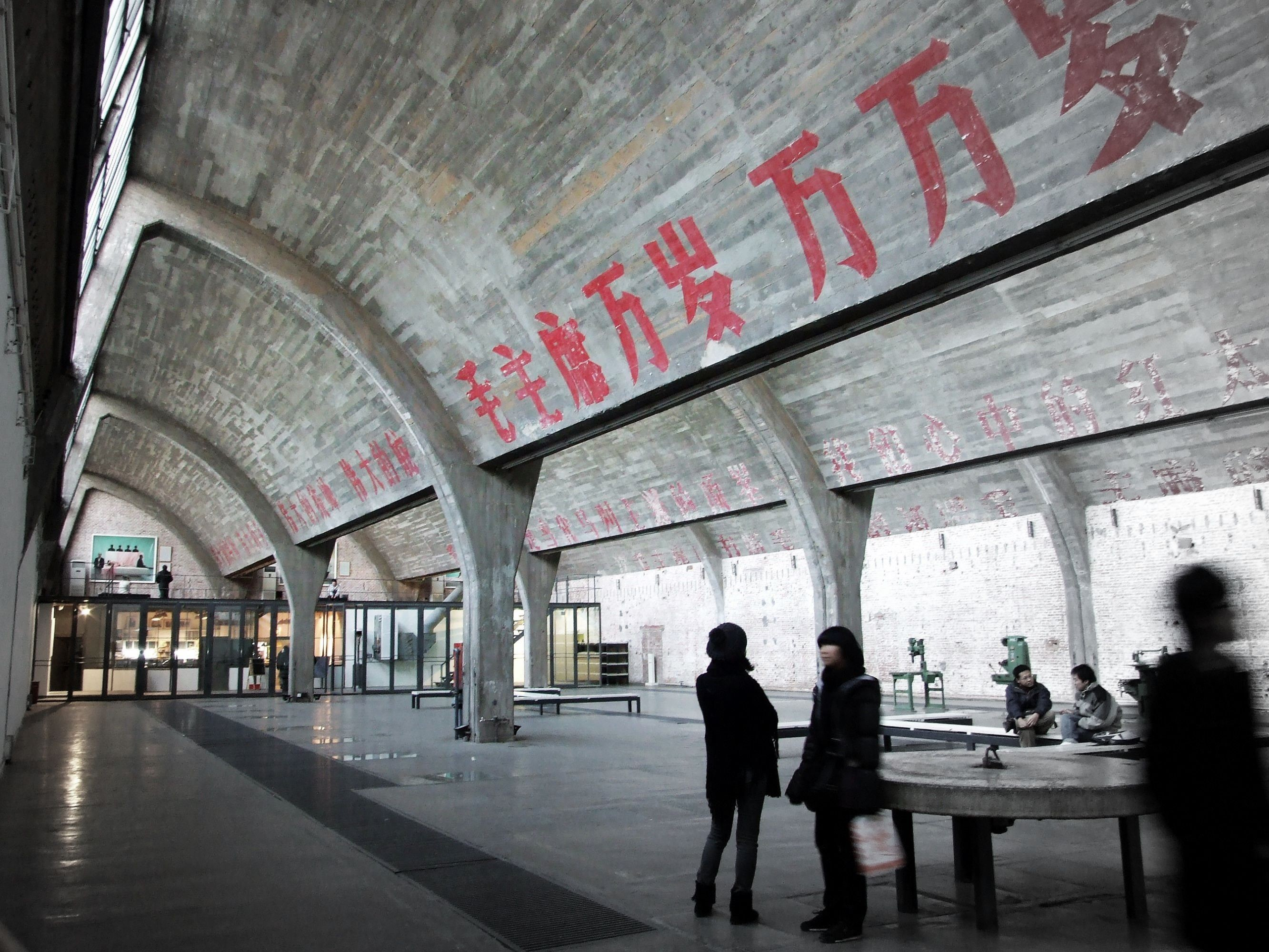
798 Space gallery, Jan,2009. Старые маоистские лозунги на стенах

В 1995 году Пекинская Академия Изящных Искусств арендовала в качестве мастерских помещения на территории Завода № 706. В 2000 году Суй Цзяньго, декан факультета скульптуры, разместил там собственную студию. В 2001 году техасец Роберт Бернелл разместил свой книжный магазин и офис на территории заводской столовой. Он был первым иностранцем, обосновавшимся в Зоне искусств 798. Вскоре очень многие художники, привлекаемые дешевизной аренды и «постиндустриальной эстетикой» производственных помещений, стали осваивать территорию завода. Художники обновили помещения, оставив, однако, надписи времён Культурной революции, сопроводив их подписью «Маоистский китч».
В 2002 году арт-галерея Beijing Tokyo Art Project, созданная японцем Табатой Юкихито на территории одного из заводских цехов, провела первую публичную выставку под названием «Пекин в движении», собравшую более 1000 посетителей. Позже в том же году дизайнер Хуан Жуй и фотограф Сюй Юн основали Space Gallery — вторую после Beijing Tokyo Art Project галерею на территории нынешней арт-зоны.

## Современное состояние

Скульптура китайского шахтёра на одной из выставок

В настоящее время Зона Искусств 798 охватывает площадь около 1 квадратного километра и насчитывает десятки различных студий, галерей и выставочных залов. На её территории постоянно проводятся многочисленные выставки современного китайского и зарубежного искусства, работ как малоизвестных молодых авторов, так и классиков современного искусства, таких, как Энди Уорхол. Тематика экспонируемых работ нередко носит остросоциальный характер, временами оппозиционный по отношению к официальной государственной идеологии. Помимо галерей и студий на территории арт-зоны располагаются жилые здания, многочисленные магазины, торгующие предметами искусства, книгами, сувенирами и антиквариатом, различные кафе и рестораны. Имеется большая парковка, рассчитанная на сотни автомобилей. Также на территории арт-зоны всё ещё продолжается индустриальная активность, и, на фоне ярких афиш, и стен, расписанных граффити, посетители могут видеть вырывающийся из трубопроводов пар, или разгрузку угля промышленными кранами.
Вход на территорию арт-зоны и всех выставочных залов является свободным и бесплатным. Посетители могут приобрести экспонируемые работы или же брошюры с их репродукциями.

## Будущее арт-зоны
Территория Зоны Искусств 798 находится вблизи от ведущей к аэропорту скоростной трассы — одной из главных транспортных артерий Пекина, и поэтому считается перспективной для строительства дорогой недвижимости. В связи с этим существует конфликт между городским муниципалитетом и Seven-Star Huadian Science and Technology Group с одной стороны, и сообществом художников с другой. В 2004 году Seven-Star Huadian Science and Technology Group прекратила заключение новых арендных договоров и запретила художникам изменять интерьер сданных в аренду помещений. Однако в конце 2007 года было принято решение о том, что арт-зона продолжит своё существование в нынешнем формате. Несмотря на это, будущее арт-зоны всё ещё остаётся неясным.